# 高橋邦夫 (外交官)
高橋 邦夫（たかはし くにお）は、日本の外交官。2011年からネパール全権委任大使。2012年から南アジア地域協力連合（SAARC）常駐代表を兼務。

## 人物・経歴
千葉県銚子市出身。1976年に東京大学法学部を卒業後、外務省に入省する。中国語研修(北京、ハーバード大学大学院修了)、中国、台湾、ベトナム在勤。
在英国日本国大使館一等書記官、財団法人日本国際問題研究所研究調整部長、一橋大学大学院社会学研究科地球社会研究専攻客員教授、外務省国際情報局分析二課長、在英国日本国大使館公使、在中華人民共和国日本国大使館公使、法務省札幌入国管理局長、法務省大阪入国管理局長、法務省東京入国管理局長、参議院事務局国際部長を経て、2009年7月より駐スリランカ大使兼モルディブ大使。
2011年9月1日より駐ネパール大使。2013年11月株式会社日本総合研究所国際戦略研究所副理事長。2023年、瑞宝中綬章受章。
中国公使時代の2002年5月8日、瀋陽総領事館北朝鮮人亡命者駆け込み事件
が起こった際、中国外務省に対して総領事館の敷地に武装警察官が侵入したことを抗議し、北朝鮮人亡命者（金高哲一家など5人）の引渡しを求めた。なお、事件後、訓戒の上、給与の10パーセント、1ヶ月分を自主返納した。

## 同期
- 齋木昭隆（13年外務事務次官・12年外務審議官（政務）・11年駐印大使・08年外務省アジア大洋州局長）
- 鶴岡公二（13年内閣官房審議官兼TPP政府対策本部首席交渉官・12年外務審議官（経済）・10年外務省総合外交政策局長）
- 兒玉和夫（13年OECD大使・外務省研修所長・10年国連大使（次席）・08年外務報道官）
- 木寺昌人（12年駐中国大使・内閣官房副長官補）
- 國方俊男（13年北極担当大使・11年駐チェコ大使）
- 小菅淳一（11年駐ヨルダン大使・06年駐アフガニスタン大使）
- 髙田稔久（13年沖縄担当大使・駐ケニア兼ソマリア兼エリトリア兼セーシェル兼ブルンジ大使・10年駐ケニア大使）
- 福川正浩（11年駐ペルー大使）
- 田尻和宏（13年駐パラオ大使）
- 篠田研次（12年駐フィンランド大使）
- 久枝譲治（11年駐オマーン大使）
- 加茂佳彦（12年駐アラブ首長国連邦大使）
- 西宮伸一（12年中国大使・10年外務審議官（経済））
- 大塚聖一（12年駐レバノン大使）
- 髙瀬康夫（12年駐ジャマイカ兼ベリーズ兼バハマ大使・09年駐トンガ大使）
- 渡部和男（12年駐コロンビア大使・11年科学技術協力担当大使・08年駐パラグアイ大使）
- 小泉崇（12年駐ブルガリア大使）
- 東博史（13年駐ポルトガル大使・10年駐モーリタニア大使）
- 長内敬（09年駐ラトビア大使）
- 今井治（13年国際テロ対策・組織犯罪対策協力担当兼サイバー政策担当兼安保理非常任理事国選挙及び安保理改革（中南米諸国）担当大使・12年国際テロ対策・組織犯罪対策協力兼サイバー政策担当大使・09年駐エクアドル大使）
- 細谷龍平（13年駐マダガスカル大使）
- 山本啓司（12年駐ルーマニア大使・11年査察担当大使・駐カメルーン大使）
- 塚原大貮（12年駐ベナン大使）
- 川上公一（12年外交記録公開担当大使・09年駐レバノン大使）